# Hontanares de Eresma
Hontanares de Eresma ist eine Gemeinde in der spanischen Provinz Segovia. Sie liegt im Süden der Autonomen Region Kastilien und León, an der Nordwestabdachung der Sierra de Guadarrama. Sie hat 1.662 Einwohner (Stand: 2024). Zur Gemeinde gehören neben dem Hauptort Hontanares die Ortschaft La Estacion (ein Bahnhof existiert aber nicht mehr).

## Geographie
Hontanares de Eresma liegt etwa neun Kilometer nordwestlich vom Stadtzentrum von Segovia in einer Höhe von ca. 885 m  am Río Eresma.
Hontanares de Eresma liegt innerhalb der Zone des kontinentalen mediterranen Klimas. 

## Bevölkerungsentwicklung
| Jahr      | 1970 | 1981 | 1991 | 2001 | 2011 | 2021 |
| Einwohner | 215  | 151  | 133  | 173  | 1054 | 1502 |

## Sehenswürdigkeiten
- Marienkirche (Iglesia de Nuestra Señora del Rosario)
- altes Empfangsgebäude (die Bahnstrecke und der Bahnhof sind inzwischen aufgehoben)

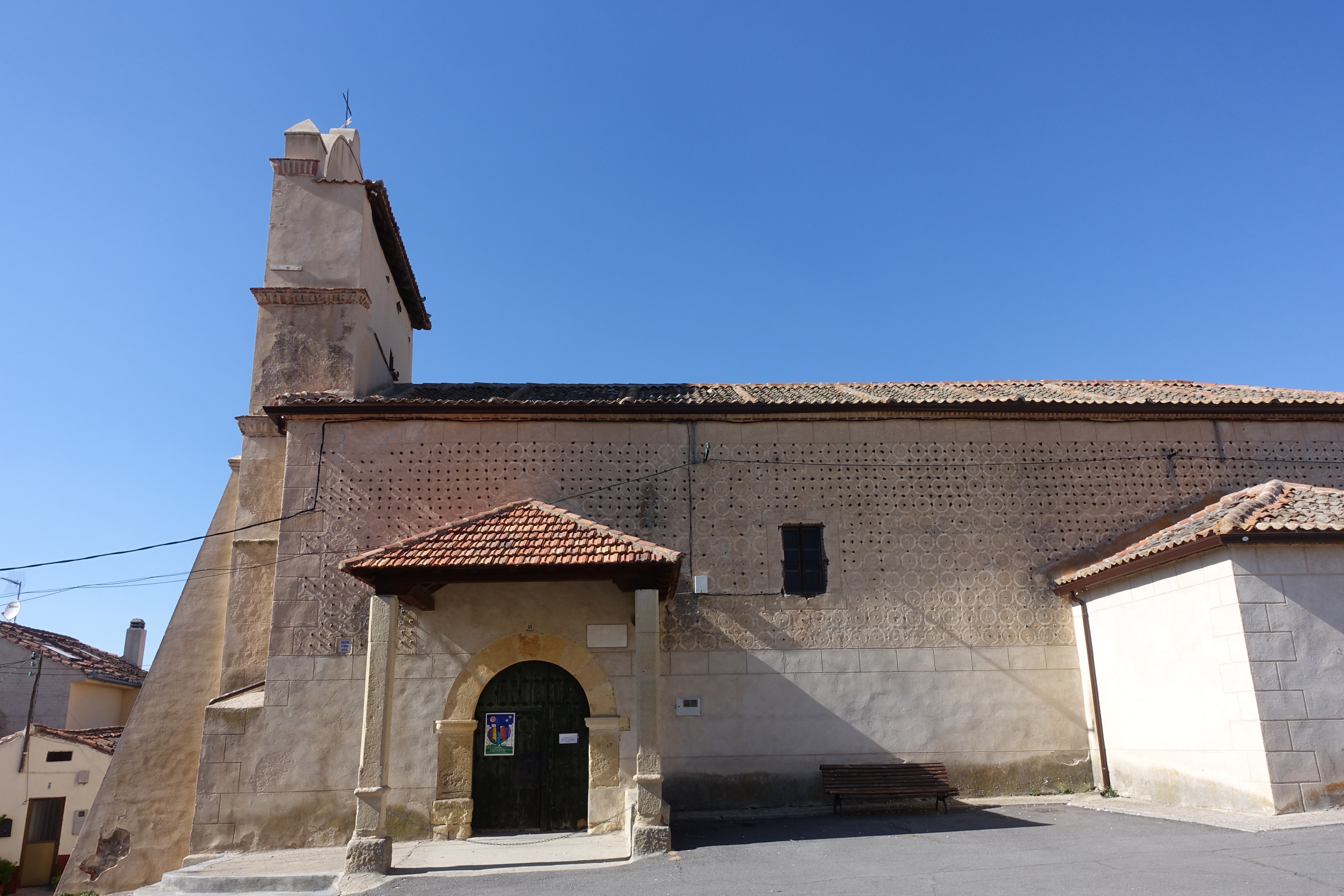
Marienkirche
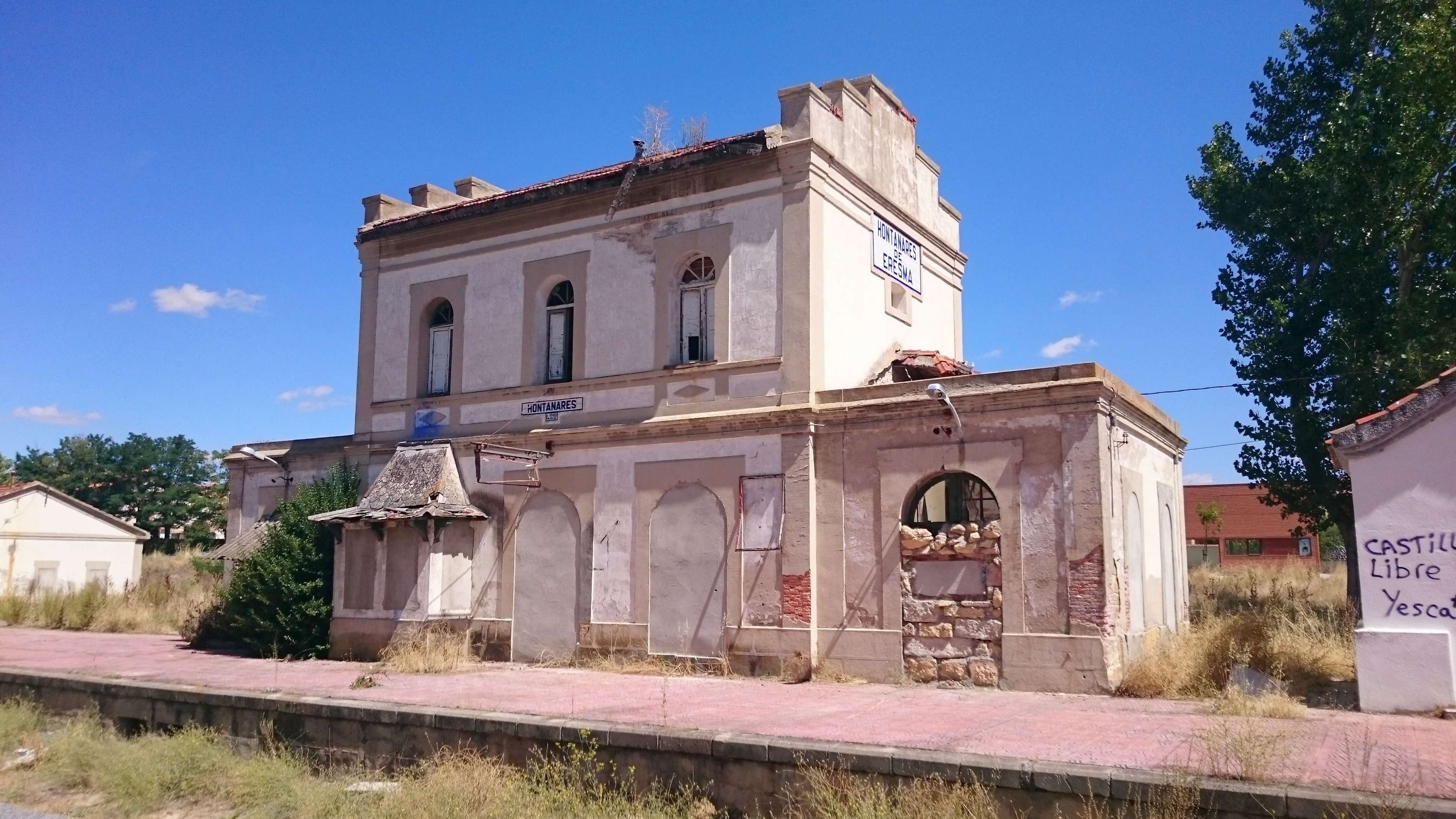
Altes Empfangsgebäude des Bahnhofs
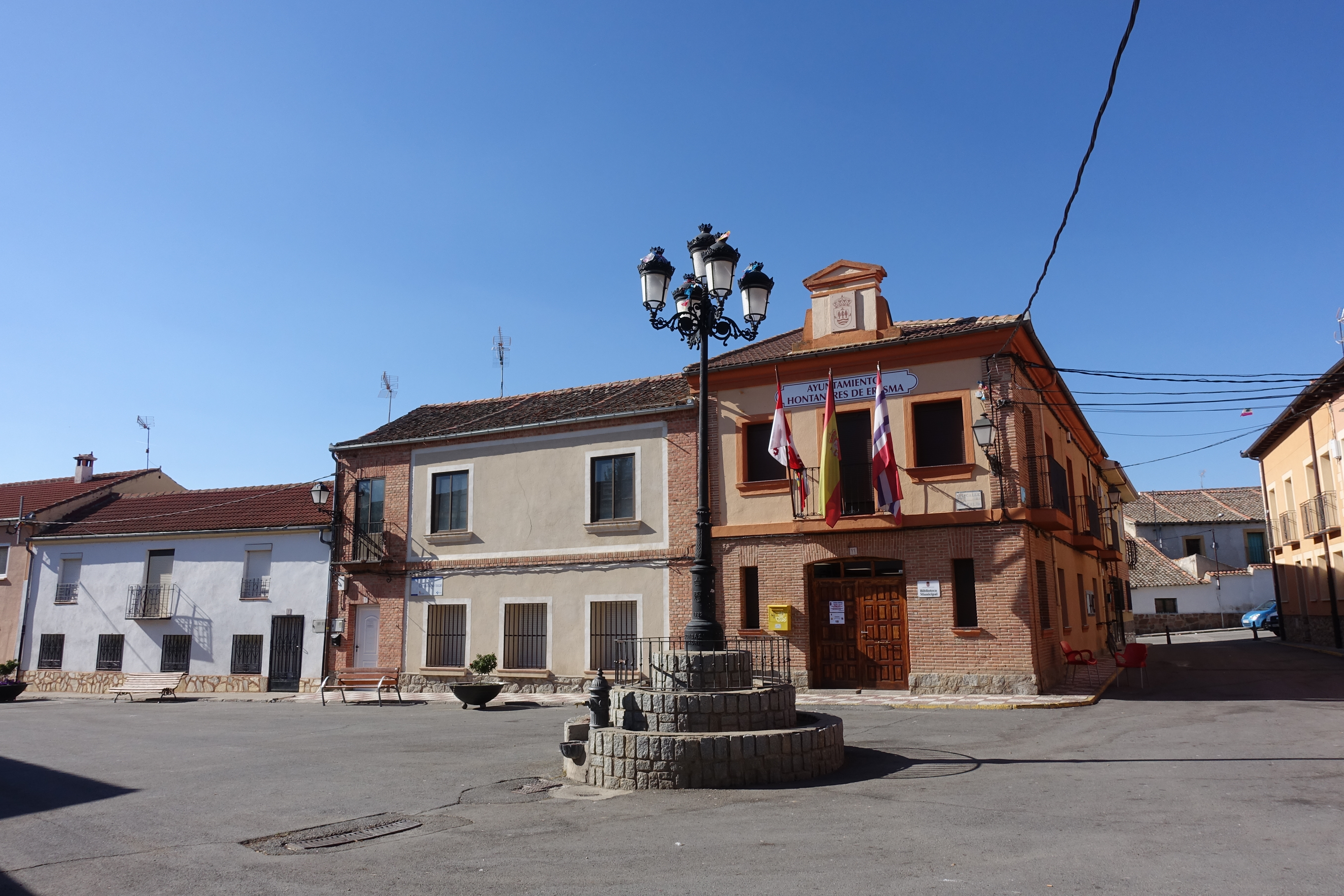
Rathaus